# Leonard Crow Dog
Leonard Crow Dog (* 1942 in Rosebud Indian Reservation, South Dakota; † 6. Juni 2021 ebenda) war ein amerikanischer Medizinmann der Lakota-Indianer. Sein Vater Henry Crow Dog und sein Großvater Jerome Crow Dog waren ebenfalls Medizinmänner. Leonard Crow Dog heiratete in zweiter Ehe Mary Brave Bird. Leonard Alden Crow Dog ist sein Sohn.
Leonard Crow Dog war Aktivist und spiritueller Leiter der indianischen Widerstandsbewegung American Indian Movement und wurde deshalb mehrfach inhaftiert. Als Kenner von Heilpflanzen und Sonnentanz bewahrte er die Traditionen der Lakota.